# Campionati europei di pugilato dilettanti 1937
I Campionati europei di pugilato dilettanti maschili 1937 si sono tenuti a Milano, Italia, dal 5 al 9 maggio 1937. È stata la 5ª edizione della competizione biennale organizzata dall'EABA. 85 pugili da 16 Paesi hanno partecipato alla competizione.

## Podi
| Categoria                   | Oro                | Argento            | Bronzo           |
| Pesi mosca (kg 50,8)        | Vilmos Énekes      | Edmund Sobkowiak   | Gavino Matta     |
| Pesi gallo (kg 53,5)        | Ulderico Sergo     | Anton Osca         | Veikko Huuskonen |
| Pesi piuma (kg 57,1)        | Aleksander Polus   | Federico Cortonesi | Gyula Szabó      |
| Pesi leggeri (kg 61,2)      | Herbert Nürnberg   | Nikolai Stepulov   | Marino Facchin   |
| Pesi welter (kg 66,7)       | Michael Murach     | Imre Mándi         | Oscar Ågren      |
| Pesi medi (kg 72,6)         | Henryk Chmielewski | Gerardus Dekkers   | Bruno Zorzenone  |
| Pesi mediomassimi (kg 79,4) | Luigi Musina       | Franciszek Szymura | Lajos Szigeti    |
| Pesi massimi (kg 79,4 +)    | Olle Tandberg      | Herbert Runge      | Erling Nilsen    |

## Medagliere
Nazione ospitante 
| Posiz. | Nazione     | Oro | Argento | Bronzo | Totale |
| ------ | ----------- | --- | ------- | ------ | ------ |
| 1      | Polonia     | 2   | 2       | 0      | 4      |
| 2      | Italia      | 2   | 1       | 3      | 6      |
| 3      | Germania    | 2   | 1       | 0      | 3      |
| 4      | Ungheria    | 1   | 1       | 2      | 4      |
| 5      | Svezia      | 1   | 0       | 1      | 2      |
| 6      | Estonia     | 0   | 1       | 0      | 1      |
| 6      | Paesi Bassi | 0   | 1       | 0      | 1      |
| 6      | Romania     | 0   | 1       | 0      | 1      |
| 9      | Finlandia   | 0   | 0       | 1      | 1      |
| 9      | Norvegia    | 0   | 0       | 1      | 1      |
|        | Totale      | 8   | 8       | 8      | 24     |